# New York Islanders
A New York Islanders egy profi jégkorongcsapat, melynek székhelye a New York melletti Uniondale városban található. A csapat a National Hockey League (NHL) Keleti főcsoportjának Világvárosi divíziójában szerepel. Az Islanders 1972-ben lett tagja az NHL-nek, aminek rövid időn belül meghatározó csapatává vált és a 80-as évek elején négy Stanley-kupa győzelmet szereztek. A csapat 2015-ig a hazai mérkőzéseit a 16234 néző befogadására alkalmas Nassau Veterans Memorial Coliseumban rendezte, amely New York Long Island városrészében található. Ezt követően a Barclays Centerbe költöztek. Majd a Nassau Veterans Memorial Coliseumban és a Barclays Centerben felváltva játszották a mérkőzéseiket. 2021 novemberétől a UBS Arena a csapat otthona.

## A franchise története

### 1972–1974 a kezdeti évek
A World Hockey Association (WHA) közelgő elindulásával 1972-ben, a gazdag Liga az új Nassau Veterans Memorial Coliseumban tervezett helyet egy New York-i csapat számára. Az egyetlen legális lehetőség, hogy a WHA New York-i csapatát, a New York Raiderst távol tartsák a Coliseumtól az volt, hogy egy NHL csapat szerepeljen ott, ezt Clarence Campbell az NHL akkori elnöke is belátta.
A Long Island-i csapat alapításának a jogát Roy Boe kapta meg. Az újonc Islandersnek – melyet Isles néven becéztek a helyi újságok – külön 4 millió dollár területi díjat kellett fizetnie a közeli New York Rangers részére. Az Islanders érkezése a végzet lett a Raiders számára, akik a Madison Square Gardenbe kényszerültek súlyos bérleti feltételekkel, így rövid időn belül elhagyták a várost.
Az Islanders az 1972-es expansion drafton megszerezte a veterán csatár Ed Westfall játékjogát a Boston Bruinstól és a fiatal csillag Billy Harrist az 1972-es NHL-amatőr drafton, és még néhány nevesebb játékost. Ellentétben több újonc csapattal az Islanders menedzsere Bill Torrey, csak pár tapasztalt játékost igazolt a kezdeti években.
Az első szezonban az olyan fiatalok, mint a kapus Billy Smith, a csatár Bob Nystrom, és Lorne Henning kaptak lehetőséget a bemutatkozásra az NHL-ben. Ezek a fiatalok és a tapasztalatlan csapat győzelmi mutatója 12–60–6 volt, amely az egyik legrosszabb az NHL történetében.
Az utolsó helyen végzett csapat kapta meg az 1973-as NHL-amatőr draft első választásának a jogát, mellyel azt a Denis Potvint szerezték meg, akiben a szakemberek Bobby Orr utódját látták. Ezen a nyáron Torrey leszerződtette a St. Louis Blues edzőjét Al Arbourt. Bár Potvin a következő szezonban elnyerte a legjobb újoncnak járó Calder-emlékkupát, a csapat a Keleti Főcsoport utolsó helyén zárt. Bár a csapat nem került a playoffba, de így 100 góllal és 26 ponttal többet szereztek, mint az első évükben. Az Islandersnek ez volt az utolsó negatív szezonja 15 éven keresztül.

### 1974–1979 az első sikerek
1975-ben az Islanders az NHL történetének egyik legnagyobb fordulatát hajtotta végre. Potvin, Harris, Nystrom, Clark Gillies valamint Smith és Chico Resch vezérletével a csapat 88 pontot szerzett – amely 32-vel több, mint az előző bajnokságban, és kettővel több, mint az első két évben összesen -, ami az első playoff szereplést jelentette. Az első körben a helyi rivális New York Rangerst ütötték ki.
A következő körben nagy meglepetés történt. Három mérkőzés után a Pittsburgh Penguins 3–0-ra vezetett a párharcban, de az Islanders feltámadt és a következő négy győzelmet megszerezve jutott a főcsoport döntőbe. Itt a Philadelphia Flyers is 3–0-ra húzott el. A New Yorknak ismét sikerült visszahozni az esélyeit, de a hetedik, mindent eldöntő meccsen a Flyers szerezte meg a győzelmet, majd később a Stanley-kupát is.
Az Islanders folytatta pompás szereplését az 1975–1976-os NHL-szezonban is. 101 pontjával a liga 5. csapata lett. Ez volt az első 100 pont feletti szezon az Islanders történetében, melyet még három hasonlóan sikeres év követett. Bryan Trottier, az újonc center pedig 95 pontjával elnyerte a Calder-emlékkupát.
Az alapszakasz sikereket nem tudták a playoffban megismételni. 1976-ban és 1977-ben is az elődöntőben a későbbi bajnok Montreal Canadiens ejtette ki az Islanderst. A Canadiens 24–3-as mutatót produkált ebben a két évben a rájátszásban és mind a három vereségét a New York Islanderstől szenvedte el.
Az 1977-es NHL-amatőr drafton Torrey 15-dikként választhatott. Arbour edző javaslatára Mike Bossyra tartott igényt. A következő szezonban Bossy lett a harmadik Islanders játékos aki elnyerte a Calder-emlékkupát, amit 53 góljával érdemelt ki. A csapat a playoff második körében esett ki a Toronto Maple Leafs ellenében a hetedik meccsen, hirtelen halálban.
Az 1978–1979-es NHL-szezonban a csapat az alapszakasz legeredményesebb gárdája lett. Bryan Trottier-t, mint a liga legértékesebb játékosát a Hart-emlékkupával díjazták. A másodéves Bossy pedig 69 góllal a legjobb gólszerző lett. A kiváló alapszakasz szereplés ellenére a playoff elődöntőjében kiesett a városi rivális Rangers ellenében.
A jégen kívül az Islanders bizonytalan alapokon állt. Roy Boe eladni kényszerült a csapatot John Pickettnek, aki Bill Torrey-t az elnöki székbe helyezte. Nem sokkal az eladást követően Pickett egy rendkívül kedvező szerződést kötött a Sportchanel TV társasággal. A csatorna úgy gondolta, hogy az Islanders tökéletes húzónév lesz a számukra. A hosszútávú szerződés garantálta, hogy a csapat Long Islanden maradhat és a körzet vezetését ösztönözte, hogy megújítsa a tv-társaság szerződését. Az Islanders mérkőzései immár több mint negyedszázada a jelenleg már MSG+ néven működő társaságon át jut el a tv-nézőkhöz.

### 1980–1984 a dinasztia évei
Az Isles alapszakasz dominanciája és playoff csalódásai után, 1979-ben Arbour eldöntötte, hogy csapata energiáit a minél jobb playoff szereplésre fókuszálja. 1980-ban az Islanders öt év után 100 pont alatti szezont produkált, csak 91 pontot ért el, de megnyerték a Stanley-kupát.
A playoff előtt Torrey nehéz döntést hozott. Elcserélte a népszerű Billy Harrist és a védő Dave Lewist a Los Angeles Kings második sorának centerére, Butch Goringra. Az elődöntőben az Islanders 4–2-re nyert az alapszakasz második helyén végzett Buffalo Sabres ellen és a csapat történetében első alkalommal a Stanley-kupa döntőjébe jutott. A fináléban az alapszakasz legjobbja a Philadelphia Flyers következett, akik 35 meccses (25–0–10) veretlenségi szériát produkáltak ebben a szezonban.
A döntő első meccsén, Philadelphiában az Islanders győzött 4–3-ra Denis Potvin hosszabbításban szerzett emberelőnyös góljával. A hatodik mérkőzésen Long Islandben Bob Nystrom folytatta a hirtelen halálos gólok sorát. A hosszabbítás 8. percében ő értékesítette John Tonelli és Lorne Henning passzát, mellyel első alkalommal került az Islandershez a Stanley-kupa. Bryan Trottier mint a rájátszás legértékesebb játékosa megkapta a Conn Smythe-trófeát.
Az Islanders uralta a következő két szezont. 1981-ben Bossy 50 gólt szerzett 50 mérkőzésen, csapata pedig csak három mérkőzést vesztett el a playoffban. A kupát a Minnesota North Stars ellen védte meg az Islanders, 5 mérkőzésen. Ezúttal Butch Goring nyerte meg a Conn Smythe-trófeát. A Rangers elleni elődöntő alatt az Islanders szurkolói „1940! 1940!” bekiabálással gúnyolták az ellenfelüket, akik utoljára 1940-ben tudták megnyerni a Stanley-kupát.
Az 1981–1982-es NHL-szezonban az Islanders 15 meccses veretlenségi szériát produkált útban a 118 pontos – azóta is fennálló – csapat rekord felé. Mike Bossy ismét eredményes volt. 147 pontot szerzett 80 mérkőzésen, melynél csak Wayne Gretzky tudott többet elérni. Az Islanders lett az alapszakasz, majd a playoff legjobb csapata. Öt meccsen búcsúztatták a Pittsburgh-öt, haton a Rangerst. Majd az elődöntőben és a döntőben 4–0-lal söpörték ki a Quebec Nordiques és a Vancouver Canucks csapatait. Ezúttal Mike Bossy neve került a Conn Smythe-trófeára.
A következő évben annak ellenére, hogy az Islanders sorozatban háromszor nyerte el a Stanley-kupát, több figyelmet kapott a feltörekvő Edmonton Oilers, melyben a fiatal csillag Wayne Gretzky döntötte meg az eredményességi rekordokat. Így az 1982–1983-as NHL-szezon középpontjában ez a két csapat szerepelt. Az Oilers az alapszakasz legjobbja lett, de az Islanders 4–0-lal kisöpörte őket a Stanley-kupa döntőjéből, melyet így sorozatban négyszer nyertek el. Most Billy Smith kapus kapta meg a playoff MVP-jének járó Conn Smythe-trófeát.
1983–1984-ben az Islanders ezúttal a főcsoportját tudta megnyerni, holtversenyben. A playoff első körében a Rangerst hozta a sors. A már a „New York-i csatának” nevezett párosítást ezúttal is, sorozatban negyedszer, az Islanders nyert meg. A Rangerst a Washington Capitals követte öt meccsen, majd a Montreal hat összecsapáson. Így létrejöhetett a tavalyi döntő visszavágója az Oilers ellen.
A két hazai meccse közül az Islanders az elsőt 1–0-ra elvesztette. A mérkőzés a kapusok Billy Smith és Grant Fuhr csatáját hozta. A második összecsapáson a New York 6–1-es győzelemmel egyenlített. Edmontonban az Oilers fölényes győzelmeket szerzett (7–2, 7–2, 5–2). Bossy, aki a korábbi három év rájátszásaiban mindig 17 gólt szerzett, most az első három körben 8 találatot jegyzett és a döntőben eredménytelen maradt. Bár az Islanders elvesztette a sorozatban 5. Stanley győzelem lehetőségét, de felbukkant egy újonc, Pat LaFontaine, aki a harmadik harmadban 38 másodperc alatt szerzett két góljával tette le névjegyét.
A New York a kiharcolt Stanley-kupa győzelmek és az ötödik döntős szereplés során sorozatban 19 párharcot nyert meg a playoffban. Ez a leghosszabb széria a major ligák történetében. (Az NBA-s Boston Celtics 1959–1967 között 18 párharcot nyert meg.)

## Jelenlegi keret
2012 február 11

### Csatárok
- 12  Josh Bailey
- 40  Michael Grabner
- 17  Matt Martin
- 26  Matt Moulson
- 25  Nino Niederreiter
- 51  Frans Nielsen
- 21  Kyle Okposo (A)
- 29  Jay Pandolfo
- 15  Pierre-Alexandre Parenteau
- 16  Marty Reasoner
- 11  Bryan Rolston (A)
- 91  John Tavares (A)
- 36  Tim Wallace

### Hátvédek
- 4  Mark Eaton
- 3  Travis Hamonic
- 27  Milan Jurčina
- 47  Andrew MacDonald
- 10  Mike Mottau
- 42  Dylan Reese
- 24  Steve Staios (A)
- 2  Mark Streit (C)

### Kapusok
- 41  Jaroslav Halák
- 30  Michal Neuvirth
- 60  Kevin Poulin

## Klubrekordok
Pályafutási rekordok (csak az Islanders-zel)
- Legtöbb gól: 573, Mike Bossy
- Legtöbb emberelőnyben lőtt gól: 181, Mike Bossy
- Legtöbb emberhátrányban lőtt gól: 19, Anders Kallur
- Legtöbb gólpassz: 853, Bryan Trottier
- Legtöbb pont: 1353, Bryan Trottier
- Legtöbb kiállításperc: 1879, Mick Vukota

Szezonrekordok
- Legtöbb gól: 69, Mike Bossy (1978–1979)
- Legtöbb emberelőnyben lőtt gól: 28, Mike Bossy (1980–1981)
- Legtöbb emberhátrányban lőtt gól: 7, Bob Bourne (1980–1981)
- Legtöbb gólpassz: 87, Bryan Trottier (1978–1979)
- Legtöbb pont: 147, Mike Bossy (1981–1982)
- Legtöbb kiállításperc: 356, Brian Curran (1986–1987)

Kapusrekordok – pályafutás
- Legtöbb shutout: 25, Glenn Resch
- Legtöbb győzelem: 304, Billy Smith

Kapusrekordok – szezon
- Legtöbb shutout: 7, Glenn Resch (1975–1976)
- Legtöbb győzelem: 38, Jaroslav Halák (2014–2015)